# Юдсон, Михаил Исаакович
Михаил Исаакович Юдсон (20 января 1956, Сталинград, РСФСР, СССР — 21 ноября 2019, Израиль) — русский писатель, литературный критик и драматург, редактор, педагог. С 1999 года жил в Израиле.

## Биография
Родился 20 января 1956 в Сталинграде (ныне Волгоград). В 1982 году окончил физико-математический факультет Волгоградского педагогического института. Работал в школе учителем математики.
С 1999 года постоянно жил в Тель-Авиве.
С 2000 по 2015 год работал помощником редактора журнала «22». С 2016 года — главный редактор русскоязычного журнала «Артикль» (Тель-Авив).
Скончался в Израиле 21 ноября 2019 года.

## Произведения
Печатался в журналах «Нева», «Знамя», «День и ночь», «Интерпоэзия», «Семь искусств» (Германия), «Млечный Путь» (Израиль) и др.

### Романы
- «Лестница на шкаф»; публикации:

- «Лестница на шкаф» 2003 «Геликон Плюс» Спб (в двух частях);
- «Лестница на шкаф» 2005 изд. ОГИ (в двух частях);
- «Лестница на шкаф» 2013 изд. Зебра «Е», Москва (в трёх частях, послесловие Дм. Быкова).

- «Мозговой». М.: Зебра-Е, 2019.

### Рассказы
- «Год 5757-й». 22 . № 73-74 (1990—1991).
- «Власть тьмы, или Регистрация». 22, № 146.
- «Новые приключения лилипута». 22, № 150.
- «Зона Оз». Нева, № 3, 2011.
- «На постпоследнем берегу». Нева, № 4, 2012.
- «Француз». Семь искусств, № 8-45, 2013.

### Пьеса
- «Ревизор-С (Ревизор-Сад, пьеса Николая Васильевича Гоголя в театре Колумба)» — «постмодернистская фантасмагория на гоголевские темы». «Семь искусств». № 3-28, 2012.

## Критика
Отзывы на роман «Лестница на шкаф»:

…Михаил Юдсон — прежде всего хороший русский писатель. И как тебе ни больно, когда бьют сапогом под ребро, как ни достал тебя этот климат, ложь и лицемерие на всех этажах жизни и полное отсутствие исторического прогресса, — сделать из всего этого настоящую литературу, сдается мне, возможно только здесь. Очень уж коллизия интересная.— Дмитрий Быков

Эту книгу можно отнести, конечно, к жанру антиутопии, но можно представить её и как некую душераздирающую исповедь мизантропа. Весьма впечатляют также слог и сюрреалистическая фантазия Юдсона…— Василий Аксёнов

Михаил Юдсон — израильский писатель, который написал поразительную книжку «Лестница на шкаф». Я не знаю, как её описать, потому что больше всего она похожа на Веничку Ерофеева, но это — такой растрепанный Веничка Ерофеев. Веничка Ерофеев обладал железной дисциплиной, а эта книга — необычайно смешная, очень острая, но её трудно читать, тем не менее, она крайне талантлива.— Александр Генис. «Диалог на Бродвее» https://www.svoboda.org/a/28543029.html

Давно я не получал такого удовольствия от прозы. Тени Джонатана Свифта и Джорджа Оруэлла витают над этим текстом, одновременно смешным и страшным. Большое счастье — появление нового талантливого голоса. Спасибо, Миша, дай вам Бог удачи и в дальнейшем!— Игорь Губерман

## Семья
Брат — доктор физико-математических наук Владимир Исаакович Юдсон, главный научный сотрудник Международной лаборатории физики конденсированного состояния НИУ ВШЭ, профессор базовой кафедры квантовой оптики и нанофотоники Института спектроскопии РАН.